# Останкінський цвинтар
Останкінський цвинтар (рос. Останкинское кладбище) — некрополь на півночі Москви в Останкінському районі Північно-східного адміністративного округу.

## Історія цвинтаря
Останкінський цвинтар заснований у 1888 році. Назву свою отримав від колишнього села Останкіно, відомого з 1558 року. З 1617 року село стає володінням князів Черкаських, з 1743 — графів Шереметєвих.
На території цвинтаря знаходиться церква «Живоначальної Трійці», побудована поруч з однойменною дерев'яною церквою на кошти князя Михайла Черкаського у 1677—1683 роках кріпаком кам'яних справ майстром П. С. Потєхіним. Храм був освячений 3 червня 1692 року. У 1877—1880 роках церква була відреставрована архітекторами А. К. Серебряковим і Н. В. Султановим на кошти Олександр Шереметєва. Прибудована дзвіниця з шатровим завершенням. Оновлений центральний різьблений дев'ятиярусний іконостас 1692 року. У 1922 році радянською владою вилучено понад 4 пудів срібних церковних прикрас і начиння. Храм був закритий і переданий у відання музею «Останкіно» у 1935 році. Після реставрації церкви у 1991 році, головний престол був освячений Патріархом Алексієм II.
У храмі знаходяться святині — храмова ікона старозавітної Трійці (1654) та Чернігівська ікона Божої Матері.
На цвинтарі 2008 року збудована каплиця Успіння Пресвятої Богородиці.
Останкінський цвинтар входить до складу Державного унітарного підприємства «Ритуал».

## Проїзд
Від станції метро ВДНХ, далі тролейбус 13

## Поховання
- Макаров Олег Григорович — льотчик-космонавт СРСР;
- Рукавишніков Микола Миколайович — льотчик-космонавт СРСР, двічі Герой Раждянського Союзу;
- Севастьянов Віталій Іванович — льотчик-космонавт СРСР, двічі Герой Радянського Союзу (1970, 1975)
- Серебров Олександр Олександрович — льотчик-космонавт СРСР;
- Стрекалов Геннадій Михайлович — радянський і російський космонавт, двічі Герой Радянського Союзу, льотчик-космонавт СРСР (№ 49);
- Форестьє Луї Петрович — французький та радянський кінооператор;
- Хрунов Євген Васильович — льотчик-космонавт СРСР;